# Schweizerisches Forschungsinstitut für Hochgebirgsklima und Medizin

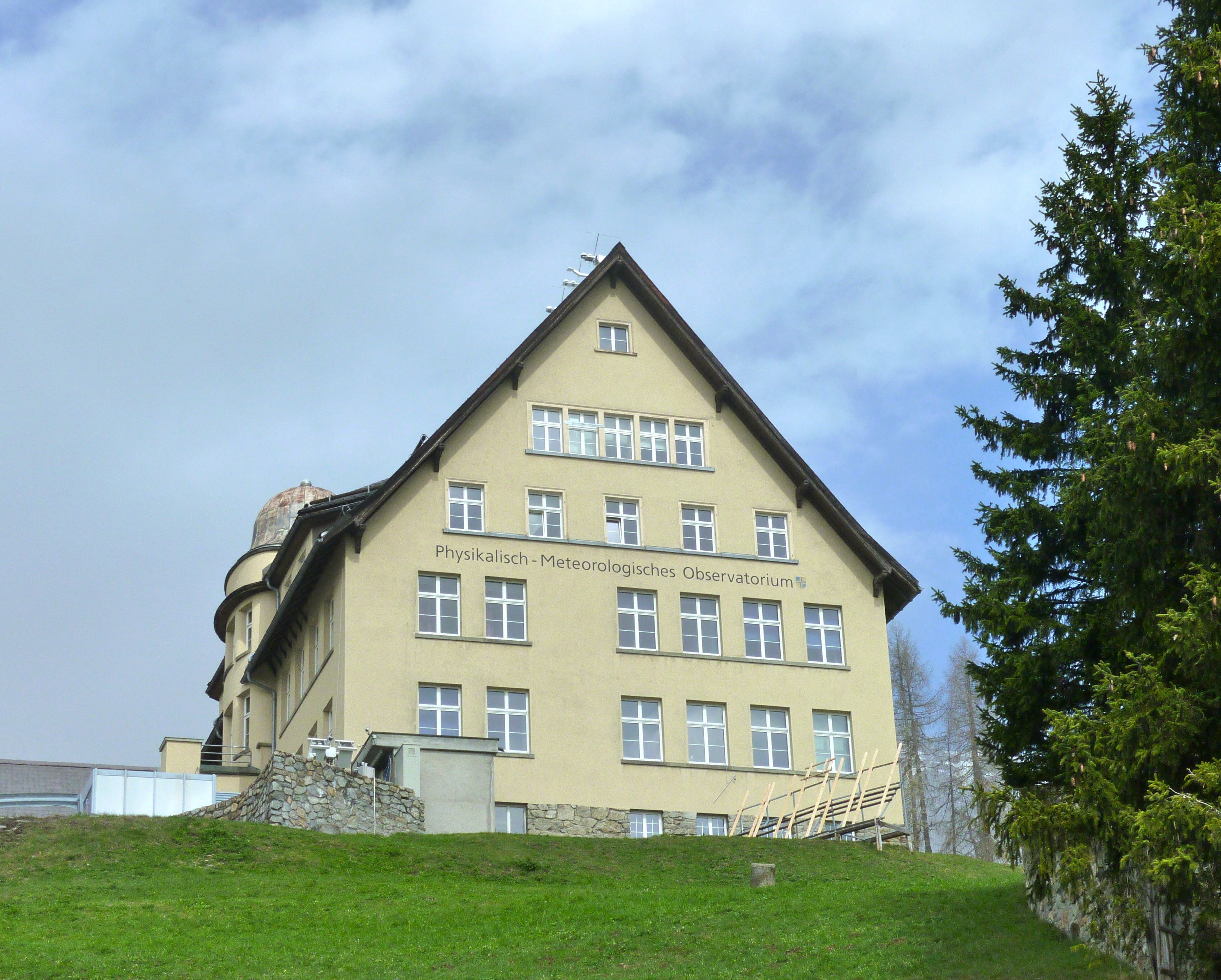
Physikalisch-Meteorologisches Observatorium Davos

Das Schweizerische Forschungsinstitut für Hochgebirgsklima und Medizin (SFI) in Davos ist eine Stiftung mit zwei Forschungsabteilungen:
- Physikalisch-Meteorologisches Observatorium Davos und Weltstrahlungszentrum (PMOD/WRC)
- Schweizerisches Institut für Allergie- und Asthmaforschung (SIAF)

## Geschichte
Bereits 1905 beantragte der Lungenfacharzt Karl Turban dem Davoser Ärzteverein die Gründung eines Forschungsinstitutes, das die verschiedenen Heilfaktoren und deren Auswirkungen auf Krankheiten in spezialisierten Abteilungen untersuchen sollte. Diverse Schwierigkeiten verzögerten jedoch dieses Vorhaben, so dass erst am 26. März 1922 das Institut für Hochgebirgsphysiologie und Tuberkuloseforschung in Davos vom Ärzteverein Davos, der Landschaft Davos, dem Kanton Graubünden, dem Bündner Ärzteverein, dem Schweizerischen Roten Kreuz, der Schweizerischen Gesellschaft für Balneologie und Klimatologie sowie der Schweizerischen Naturforschenden Gesellschaft gegründet wurde. Gemäss Landsgemeindebeschluss wurde zur Finanzierung «unter dem Namen ‹Stiftungstaxe› von jedem meldepflichtigen Aufenthaltstag Fremder in Davos ein Beitrag […] bezogen». In der Villa Silvana (heute Promenade 111, Davos Platz) wurden Räumlichkeiten für das Höhenphysiologische Institut gemietet. Erster Präsident war der Davoser Landschaftsarzt Florian Buol (1854–1924). Für die Forschung auf dem Gebiet der Höhenphysiologie konnte der Berliner Adolf Loewy gewonnen werden, der zuvor umfangreiche höhenphysiologische Untersuchungen in den Alpen und Simulationen im pneumatischen Kabinett des Jüdischen Krankenhauses in Berlin durchgeführt hatte.
Im Jahr 1923 wurde das 1907 gegründete Physikalisch-Meteorologische Observatorium (PMOD) dem SFI angelehnt, da dessen Gründer Carl Dorno seine finanziellen Mittel aufgebraucht hatte. Mit dessen definitivem Rücktritt als Direktor im Jahr 1926 ging das PMOD vollständig in der Stiftung auf, blieb jedoch operationell weitgehend eigenständig.
Ab Mitte der 1920er-Jahre stürzte der Kurort Davos in eine Krise, mit verursacht durch den 1924 erschienenen Roman Der Zauberberg von Thomas Mann. Dies führte zu deutlich geringeren Einnahmen durch die erwähnte Stiftungstaxe. Zudem war es nicht gelungen, einen Einfluss des Höhenklimas auf den Verlauf der Tuberkulose nachzuweisen. Als Loewy 1933 aus gesundheitlichen Gründen zurücktrat, war die finanzielle Lage der Stiftung unsicher. Sein Nachfolger wurde Frédéric Roulet, unter welchem unter anderem der spätere Nobelpreisträger Konrad Bloch seine erste wissenschaftliche Arbeit veröffentlichte. 1937 folgte ihm Walther Berblinger, der wegen seiner «nichtarischen» Ehefrau seinen Lehrstuhl an der Universität Jena aufgeben musste. Da der Platz in den Räumlichkeiten der Villa Silvana nicht mehr den Anforderungen genügte, wurde die Villa Fontana angekauft, umfassend renoviert, mit einem Anbau versehen und mit zeitgemässen Laboreinrichtungen ausgestattet. Die Einweihung des neuen Standorts fand am 21. Juli 1957 statt. 1961 übernahm Ernst Sorkin die Leitung des medizinischen Instituts. Der Durchbruch antituberkulotischer Behandlungen ab den 1960er Jahren führte auch dazu, dass das Institut in «Schweizerisches Forschungsinstitut für Hochgebirgsklima und Medizin» umbenannt wurde, und auch die medizinischen Forschungsziele breiter gesteckt wurden. 1988 wurde die medizinische Abteilung in «Schweizerisches Institut für Allergie- und Asthmaforschung» (SIAF) umbenannt.